# LOL (^^,)
LOL <(^^,)> je studijski album pevca Basshunterja.
Album je izšel 28. avgust 2006 pri založbi Warner Music Sweden.

## Seznam skladb
| Št. | Naslov                                                         | Dolžina |
| --- | -------------------------------------------------------------- | ------- |
| 1.  | „Vi sitter i Ventrilo och spelar DotA‟                         | 3:22    |
| 2.  | „Boten Anna‟                                                   | 3:29    |
| 3.  | „Strand Tylösand‟                                              | 3:17    |
| 4.  | „Sverige‟                                                      | 2:58    |
| 5.  | „Hallå där‟                                                    | 2:38    |
| 6.  | „Mellan oss två‟                                               | 3:58    |
| 7.  | „Var är jag‟                                                   | 4:01    |
| 8.  | „Utan stjärnorna‟                                              | 3:51    |
| 9.  | „Festfolk‟                                                     | 4:01    |
| 10. | „Vifta med händerna‟ (Patrik och Lillen, Basshunterjev remiks) | 3:11    |
| 11. | „Professional Party People‟                                    | 3:09    |
| 12. | „I'm Your Basscreator‟                                         | 5:25    |

| Bonusi          | Bonusi                                                    | Bonusi  |
| Št.             | Naslov                                                    | Dolžina |
| --------------- | --------------------------------------------------------- | ------- |
| 13.             | „Boten Anna‟ (Instrumental)                               | 3:20    |
| 14.             | „Vi sitter i Ventrilo och spelar DotA‟ (Extended Version) | 7:45    |
| Skupna dolžina: | Skupna dolžina:                                           | 54:25   |

## Dosežki in certifikacije
| Lestvica (2006-2008)                              | Dosežek |
| ------------------------------------------------- | ------- |
| Danska (Album Top-40)                             | 3       |
| Finska (Musiikkituottajat)                        | 4       |
| Švedska (Sverigetopplistan)                       | 5       |
| Avstrija (Ö3 Austria Top 40)                      | 12      |
| Norveška (VG-lista)                               | 19      |
| Združene države Amerike (Dance/Electronic Albums) | 24      |
| Francija (SNEP)                                   | 51      |
| Nizozemska (MegaCharts)                           | 66      |

| Lestvica (2006)       | Dosežek |
| --------------------- | ------- |
| Danska (IFPI Denmark) | 26      |

| Država | Certifikacije |
| ------ | ------------- |
| Danska | 2× platinasta |
| Finska | Platinasta    |